# Изложба „Нови чланови” (1958)
Изложба „Нови чланови” се одржала у периоду од 7. до 19. септембра 1958. године у Уметничком павиљону „Цвијета Зузорић”.

## Излагачи
1. Петар Аранђеловић
2. Радмила Вујошевић Будисављевић
3. Тивадар Вањек
4. Милета Виторовић
5. Исидор Врсајков
6. Миодраг Вујачић
7. Драга Вуковић
8. Слободан Гарашанин
9. Милорад Дамњановић
10. Радомир Дамњановић
11. Војислав Јакић
12. Богдан Јовановић
13. Мира Јуришић
14. Момчило Крковић
15. Антон Краљић
16. Стојан Лазић
17. Ксенија Љубибратић
18. Мома Марковић
19. Момчило Миловановић
20. Вукосава Обрадовић
21. Јерко Павишић
22. Нада Павловић
23. Татјана Пајевић
24. Гордана Поповић
25. Јован Поповић
26. Рајко Радовић
27. Радмила Радојевић
28. Милутин Радојичић
29. Светозар Самуровић
30. Милица Стевановић
31. Живојин Стефановић
32. Мирко Стефановић
33. Невена Теокаровић
34. Емерик Фејеш
35. Јосиф Хрдличка
36. Иван Цветко
37. Љубомир Цветковић
38. Милан Цмелић
39. Мила Џокић